# ألاتشاتي
ألاتشاتي (بالإنجليزية: Alaçatı) هي بلدة في تركيا. تقع على الساحل الغربي لبحر إيجة في مقاطعة أزمير في تركيا، واشتهرت بالهندسة المعمارية والكروم والطواحين الهوائية لأكثر من 150 سنة. ولقد صنعت البلدة اسمها في عالم ركوب الأمواج بواسطة الرياح والتزلج الشراعي بسبب مياهها الصافية والرياح المتسقة والثابتة واشتهرت أيضا بحفاوة وكرم الضيافة.
ألاتشاتي واحدة من أكثر المدن أصالة في تركيا بسبب بيوتها الحجرية وأزقتها الضيقة وفنادقها المميزة ومطاعم بجالسات خارجية على الطرقات. وهذه المنطقة أيضا موطن لمارينا ألاتشاتي لليخوت وموقع لتطوير ميناء ألاتشاتي الشهير.

## أصل التسمية
هنالك العديد من القصص عن مسمى ألاتشاتي. وفقا لأقوال البعض، ألاتشاتي هو اسم ميناء يبعد كيلومترين عن البلدة القديمة. والبعض يدعي أن اسم البلدة كان إغريقياً، وهناك أيضا اسم آخر ألاتشا (الحصان الأحمر) ويستخدم للمنطقة بأكملها. غير أن إدعائهم يستند على قصة، وهي أن حاكم ألاتشاتي كان يمتطي حصاناً أحمراً ويملكه، فالمارّة كانوا يشيرون إليه بـ«Alacaatlı (صاحب الحصان الأحمر)»، ومع مرور الوقت الاسم تغير بطريقة ما إلى Alaçatı (ألاتشاتي). وفقا لبعض المصادر اليونانية أن كلمة Alatsata أتت من الكلمة اليونانية alas (άλας) وهي تعني الملح. فتمت تسميت منطقة ألاتشاتي بهذا الاسم نسبة للبحيرات الملحية المجاورة لها. في أثناء تبادل السكان بين اليونان وتركيا، استقر اللاجئون الأتراك من اليونان هنا، ومنذ ذلك الحين تم اعتماد اسم ألاتشاتي لكل من البلدة والميناء. كانت منطقة الميناء منطقة التصدير لأزمير حتى الحرب العالمية الثانية، ولكن المرفأ فقد أهميته وقلّ استخدامه بعد الحرب وكذلك بالنسبة للخليج الذي كان مشرفاً عليه، لكنه الآن أصبح ذو شعبية بين المتزلجين.

## التاريخ
أصبحت ألاتشاتي بلدة عثمانية في القرن الرابع عشر وفقاً لأقوال البعض غير أن البعض الآخر يؤكدون أنه في القرن الخامس عشر انضمت ألاتشاتي للدولة العثمانية. بغض النظر عن التاريخ كانت ألاتشاتي في الأصل مستوطنة من قبل اليونانيين في القرن السابع عشر، وكانت نسبة المسلمين 132 من 13.845 نسمة في عام 1895 ميلادي. لكن بعد هزيمة العثمانيين في البلقان، فرّ اللاجئين المسلمين إلى الساحل الغربي لأنطاليا. أُجبر السكان اليونانيين في ألاتشاتي على الرحيل في 1914 ميلادي، فأصبحت البلدة خالية. عاد الكثير من اليونانيين في عام 1919 خلال الاحتلال اليوناني لسميرنا (1919-1922) عندما احتل الجيش اليوناني منطقة أزمير. فرٌت الغالبية العظمى بعجلة عندما انسحب الجيش اليوناني بعد هزيمته في الحرب التركية اليونانية. بينما فرّ آخرين من شواطئ سميرنا. الهجرة أحادية الجانب للسكان اليونانيون كانت بالفعل في مراحل متقدمة فتحولت إلى تبادل سكاني مدعوم من قبل الضمانات الدولية القانونية. تحت معاهدة لوزان في عام 1923 ووفقاً للتطبيق الإلزامي لتبادل السكان، استقر المسلمين اللذين كانوا يعيشون في كريت وتراقيا ومقدونيا والدوديكانيز في ألاتشاتي وسكنوا البيوت التي هجرها اليونانيون. ومعظم هذه البيوت باقية حتى الآن في ألاتشاتي لتجذب الناس ليروا وليمتصوا إحساس الحياة في الماضي.

## الهندسة المعمارية
لدى الاتشاتي بيوت حجرية وأزقة مرصوفة ضيقة. أما في وسط بلدة الاتشاتي لا يوجد سوى البيوت اليونانية القديمة التي يتجاوز عمرها المئة عام. في عام 2005 ميلادي أعلن عن البلدة بأنها موقع تاريخي وحصنت المباني بأحكام. ومؤخراً بنيت المنازل الجديدة بعناية فائقة وشيدت باستخدام نفس نمط العمارة للبيوت القديمة.

## الثقافة
تجربة الروائي محمد قلم خلال رحلته لمنطقة الاتشاتي ألهمته فكتب روايته الثانية «Alaçatili» .

## أسماء جغرافية
سميت العديد من المدن بعد الاتشاتي من ضمنها NeaAlatsata في كريت، ونيا إريثرايا في أثينا، اليونان. استقر عدد كبير من اللاجئين الاتشاتيين في اليونان في أتيكا، إيوبوا،كريت، خيوس، يسفوس،ساموس، سالونيك وفي اقرينيون. تحمل المناطق المستوطنة اسم ألاتاشا الجديدة («Νέα Αλάτσατα» باليوناني) تتواجد في بلدية بايرون في أثينا وخالكيذا وكاندية. بالإضافة لليونان، هاجر الأتشاتيون إلى أغلب القارات لكن الأغلبية العظمى هاجروا إلى الولايات المتحدة الأمريكية، حيث تأسست في سومرفيل في بوسطن ألاتاشا صغيرة وأيضا في أستراليا.

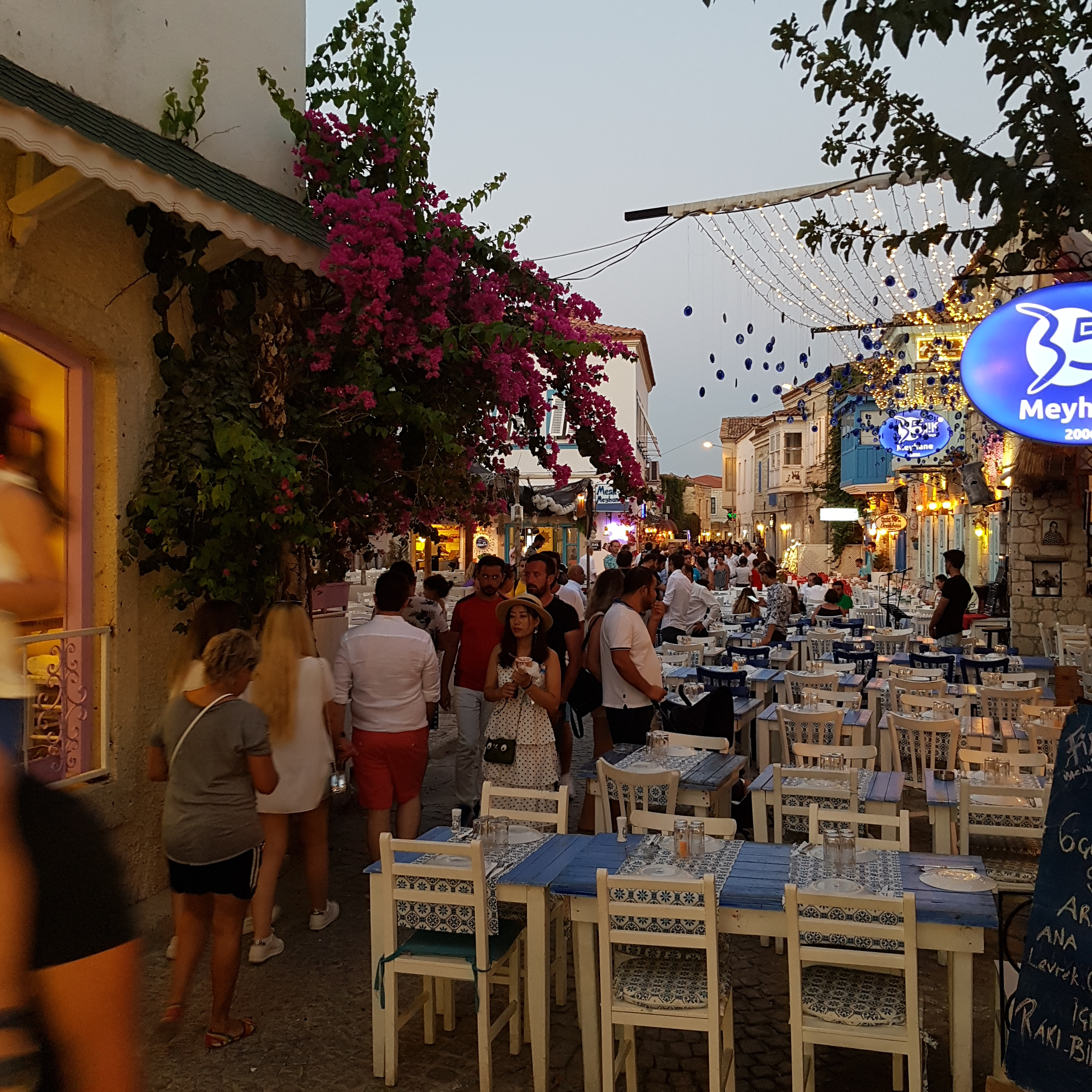
المطاعم في ألاتشاتي

## وجهاء من البلدة
- George Dilboy جندي أمريكي من أصل عثماني يوناني.
- Garmatis Iakovos رَئِيسُ أَسَاقِفَة لمدينة شيكاغو.
- Çağla Kubat ولدت في عام 1979 راكبة أمواج بواسطة الرياح.